# Rhysophora liropus
Rhysophora liropus är en tvåvingeart som beskrevs av Wayne N. Mathis 1977. Rhysophora liropus ingår i släktet Rhysophora och familjen vattenflugor. Inga underarter finns listade i Catalogue of Life.